# Stewiol
Stewiol – organiczny związek chemiczny z grupy diterpenów. Wyizolowany po raz pierwszy z rośliny z gatunku Stevia rebaudiana w 1931. Budowa cząsteczki stewiolu została poznana dopiero w 1960.
Stewiol występuje w postaci glikozydów stewiolowych (m.in. stewiozydu, rebaudiozydu A czy rebaudiozydu M), stosowanych jako substancja słodząca w Paragwaju od 500 lat, a w Japonii od 1970. W ostatnich latach zyskują popularność również w Stanach Zjednoczonych i Europie.